# .nr
.nr är Naurus nationella toppdomän. Domänen introducerades 30 mars 1998, då den ursprungliga konfigurationen utfördes av Shaun Moran vid COMTECH Communications i Australien. Installationen blev först klar 2002, då Franck Martin installerade domänen. .nr-domäner kan registreras av alla, men köpet måste gå genom Naurus nationella internetleverantör CENPACNet. Domänen kan antingen registreras på första eller andra nivå, där olika subdomäner har olika användningsområden.
| Domän    | Användning                |
| -------- | ------------------------- |
| .nr      | Obegränsad användning     |
| .edu.nr  | Skolor i Nauru            |
| .gov.nr  | Stat och regering i Nauru |
| .biz.nr  | Obegränsad användning     |
| .info.nr | Obegränsad användning     |
| .net.nr  | Obegränsad användning     |
| .org.nr  | Obegränsad användning     |
| .com.nr  | Obegränsad användning     |

## co.nr
Länge var .nr associerat med subdomänen co.nr, som fanns tillgänglig för gratis användning. Registreringen öppnade strax efter .nr:s installation 2002, och skedde genom ett företag utan någon direkt koppling till CENPACNet. Med tiden ökade missbruket av subdomänen, och i maj 2016 stängde CENPACNet temporärt ned co.nr. I juni kunde registreringen åter öppnas - men 2018 släckte CENPACNet och Naurus regering ned subdomänen för en allra sista gång.